# Chameleon (манґа)
Chameleon (яп. カメレオン, Kamereon, укр. Хамелеон) — японська серія манґи, написана та проілюстрована Ацуcі Касе. Серіал виходив у журналі манґи Weekly Shonen Magazine видавництва Kodansha з квітня 1990 по лютий 2000 року, а його глави були зібрані у 47 томів. Серія розповідає про витівки десятикласника Ейсаку Ядзави, який хоче стати босодзоку.
Шестисерійна оригінальна відеоанімація виробництва Studio Egg виходила з серпня 1992 року по березень 1996 року.

## Сюжет
Ейсаку Ядзава, над яким у школі знущалися хулігани, щойно вступивши до старшої школи, починає поводитися як дрібний хуліган. Незважаючи на те, що він мріє про спокійне життя, його незграбність і невдача завжди втягують його в конфлікти з відомими злочинцями. Однак Ядзава, який мріє стати босодзоку, завдяки своїй хитрості виходить із багатьох криз і поступово перетворюється на харизматичну фігуру, яка приваблює багатьох правопорушників.

## Медіа

### Манґа
Хамелеон публікувався в серійному журналі манґи Weekly Shonen Magazine видавництва Kodansha з 11 квітня 1990 року до 2 лютого 2000 року. Видавництво зібрало розділи манґи в 47 томів, виданих з 17 серпня 1990 року до 16 березня 2000 року.
Ван-шот під назвою Chameleon Seven Years After (яп. カメレオン Seven Years After, укр. Хамелеон Сім Років Потому) був опублікований в журналі Monthly Shonen Magazine видавництва Kodansha 6 листопада 2014 року; продовження манґи під назвою Kuro Ageha (яп. くろアゲハ, укр. Чорна ластівка) було розпочато в тому ж журналі 6 грудня того ж року. Воно завершилося 6 грудня 2022 року. Kodansha зібрали розділи в 20 томів, виданих з 16 травня 2014 року по 16 лютого 2023 року.

### OVA
Адаптація у вигляді оригінальної відеоанімації (OVA) із шести епізодів від Studio Egg виходила з 16 серпня 1992 року по 22 березня 1996 року. Воно вийшло на Blu-ray 24 квітня 2024 року.

### Ігровий фільм
23 лютого 1996 року був випущений ігровий фільм, створений Ніхоном Ейдзо.

### Інше
У 2008 році Хіро Масіма проілюстрував ван-шот ремейк «Хамелеона» до 50-річчя журналу Weekly Shōnen Magazine.
Гра патінко під назвою CR Chameleon була розроблена Тайо Елеком у 2012 році.

## Сприйняття
Тираж манґи розійшовся накладом понад 30 мільйонів копій. У 1999 році серіал виграв 23-ю премію манґи Коданся в категорії сьонен.